# Ostsiedlung
     do 700
     700–1099
     1100–1199
     1200–1250
     1251–1300
     1301–1400

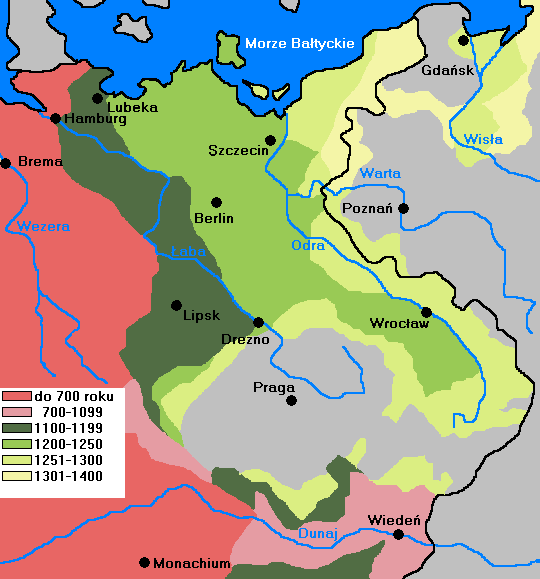
Rozwój zasięgu języka niemieckiego w Polsce, Czechach, Prusach, Austrii i na Połabiu oraz granice Świętego Cesarstwa Rzymskiego (stan na 1348 roku po pokoju w Namysłowie)
----
do 700
700–1099
1100–1199
1200–1250
1251–1300
1301–1400

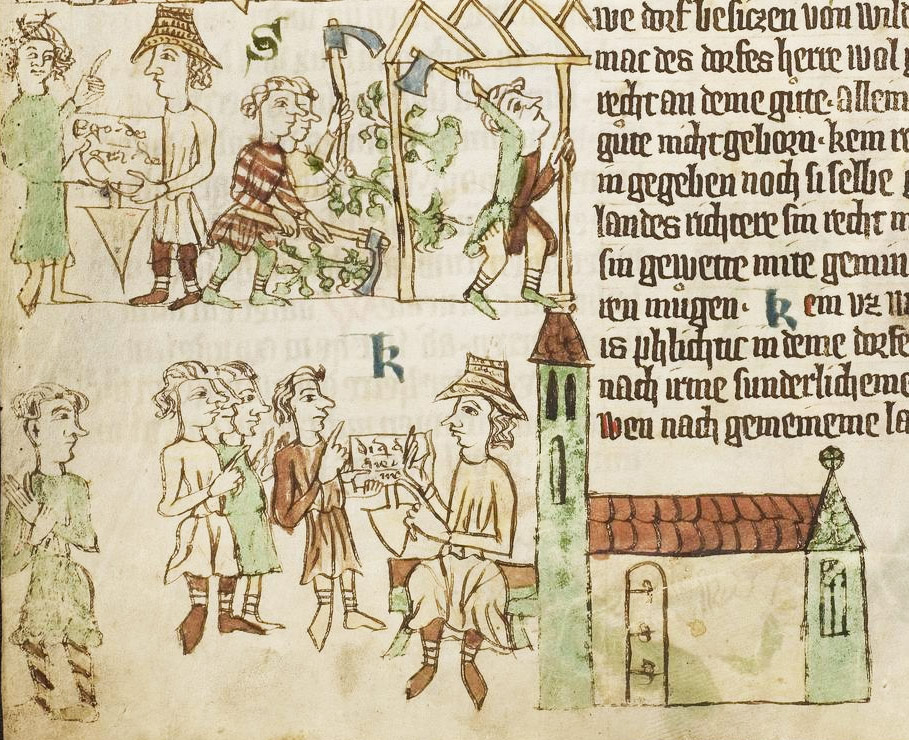
Założenie niemieckiej osady na wschodzie, ilustracja w Zwierciadle Saskim, XIV wiek

Ostsiedlung, Niemieckie osadnictwo na Wschodzie – stopniowe przemieszczanie się ludności niemieckojęzycznej na obszary dotąd zamieszkane przez Rumunów, Węgrów, ludy bałtyckie, a od ok. VIII wieku na tereny Słowian, oraz masowe przyswajanie przez ludność języka niemieckiego. 

## Historia
Średniowieczny  Ostsiedlung rozpoczął się, kiedy Niemcy zaczęli osiedlać się na wschód od rzeki Łaby i Soławy, regiony głównie zamieszkane przez Słowian połabskich, a nabrał tempa pod wpływem działań zakonu krzyżackiego w Prusach, który swą ekspansję prowadził głównie na południowych i wschodnich wybrzeżach Bałtyku.
Niemcy zaczęli osiedlać się także na ziemiach wcześniej zamieszkanych przez Słoweńców, w Styrii i Karyntii.
W połowie XIV wieku postęp w zasiedlaniu nowych ziem zwolnił swój bieg w wyniku czarnej śmierci.
W późnym średniowieczu lokalni piastowscy władcy na Śląsku i gryficcy na Pomorzu zaczęli przekonywać Niemców do osiedlania się na swych terenach. Główne grupy kolonistów niemieckich w rejonie Śląska i Małopolski pochodziły z Niemiec południowych i środkowych, częściowo nawet w postaci zgermanizowanych Serbów Łużyckich. W Wielkopolsce udział elementu niemieckiego był słaby. Zaznaczył się on silniej w kilkunastu wsiach założonych przez zakony cystersów z Lądu, Łekna, Paradyża, Wielenia i innych. Mało było kolonistów niemieckich w Sieradzkiem, Łęczyckiem, na Kujawach, czy w ziemi dobrzyńskiej. Niemcy przybywający do Wielkopolski pochodzili przeważnie ze Śląska.
Dokumenty historyczne wspominają o pierwszych osadnikach niemieckich w Wielkopolsce w 1210 r., na Śląsku – w latach 1215-1217, na Śląsku Opolskim – w 1225 r. Osiedla niemieckie z lat 1234–1244 powstają nad górnym Dunajcem i Popradem.
Na zachodnich krańcach Rusi Czerwonej powstają dwa silne skupiska ludności pochodzenia niemieckiego w okolicach Łańcuta i Sanoka. Do wieku XVI zachowały charakter niemiecki Kościan w Poznańskiem, niektóre miejscowości podkarpackie i wielkie miasta, jak Poznań, Kraków i Lwów.
Wsie osadzone wyłącznie kolonistami niemieckimi przybierały zwykle nazwy niemieckie. Stąd pochodzą m.in. nazwy wsi Tylmanowa, Grywałd, Szlembark, Frydman, Tymbark, Rozemberk, Melsztyn i wiele innych, które wywodzą się od nazwiska osadźcy Niemca lub od nazwy wsi niemieckiej, z której pochodzili osadnicy. Niekiedy też oddawano w języku niemieckim właściwości terenu, na którym wieś lokowano.
Osadnicy niemieccy mieli własne kościoły lub kaplice, swych kapłanów i nierzadko zamieszkiwali konkretną dzielnicę miasta lub poszczególne wsie. W poszczególnych wsiach na Podkarpaciu język niemiecki przetrwał do XVIII wieku. Podobnie do tego czasu istniały na Śląsku wsie polskie w niemieckim otoczeniu językowym.
Nie można na podstawie faktu lokowania na prawie niemieckim wyciągać wniosku o faktycznym zamieszkiwaniu lokowanego terenu przez Niemców. Na terenach przygranicznych mogli oni stanowić nawet znaczny procent osiedleńców, jednak sami Niemcy mogli występować co najwyżej na początku osadnictwa, natomiast decydujące znaczenie miał właściciel ziemi, a nie koloniści.

## Charakter kolonizacji
Kolonizacja niemiecka w środkowej Europie przebiegała dwutorowo. W granicach państw, które przyjęły chrześcijaństwo i zostały uznane przez Rzym, była zazwyczaj procesem pokojowym, gdyż często władcy: czescy, polscy, węgierscy, zachęcali Niemców do zakładania osad na terenach słabo rozwiniętych lub słabo zaludnionych. Niemcy bałtyccy oraz Niemcy zamieszkali na obszarze węgierskiego Siedmiogrodu mieli dość duże przywileje i różnego rodzaju ulgi.
Inny charakter miała natomiast kolonizacja niemiecka na terenach zamieszkałych przez pogańskich Słowian połabskich. Wiązała się one bowiem z wieloma wojnami między księstwami niemieckimi, a Związkiem Wieleckim. W walkach z Wieletami brał udział również sojusznicy Cesarza jak Mieszko I czy Bolesław Chrobry. Mimo rzekomego zwycięstwa Cesarza, Połabianie dokonywali częstych kontrataków, zaś ich państwa, choć formalnie należące do Świętego Cesarstwa Rzymskiego, były (tak jak inne Marchie i elektoraty ŚCR) faktycznie niepodległe. Dynastie i ludność ulegała wpływom języka Niemieckiego poprzez sąsiedztwo, lecz zawsze ludność pochodzenia rdzennie germańskiego stanowiła mniejszość na Połabiu. 

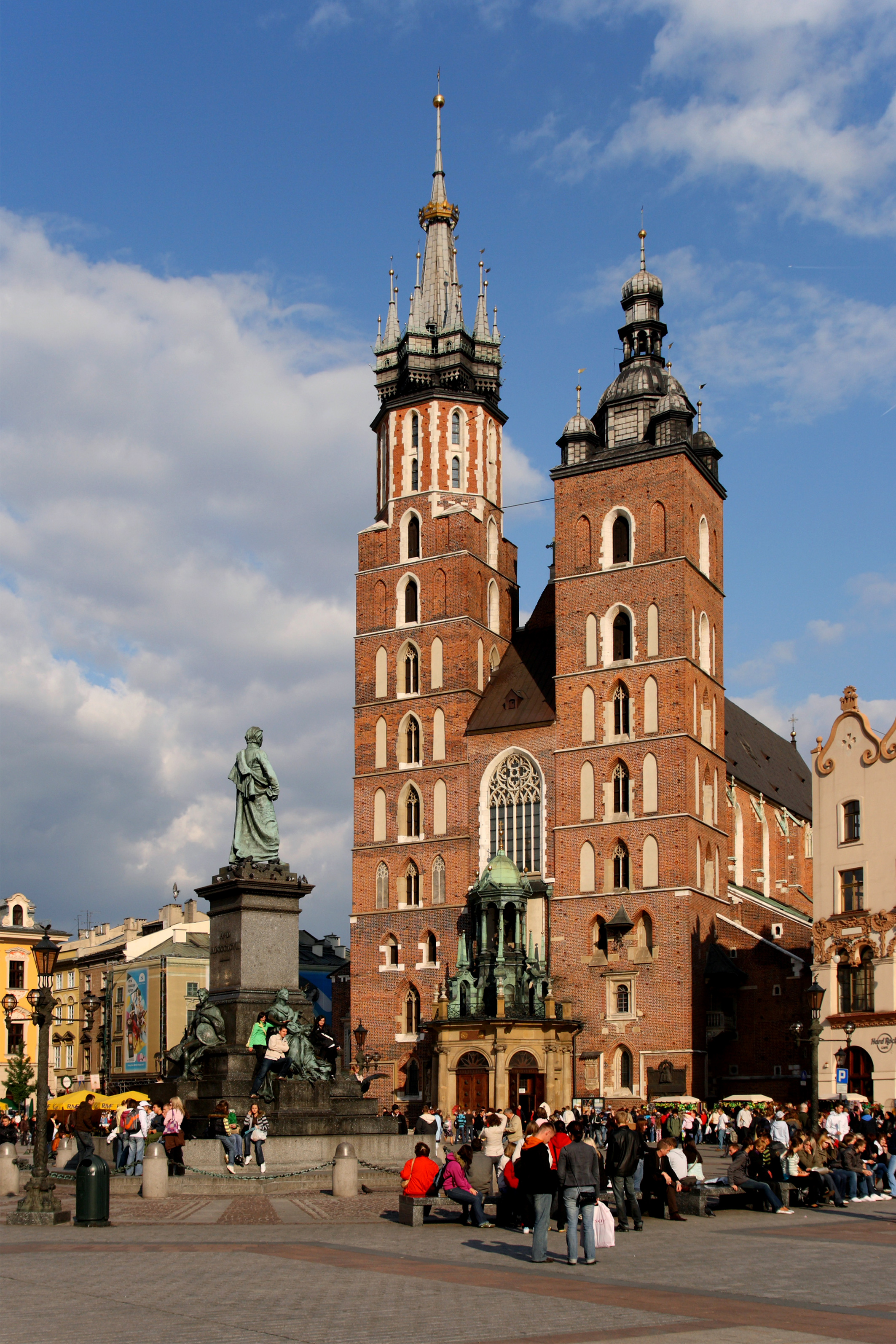
Kościół Mariacki w Krakowie oddany gminie polskiej w roku 1537

## Nacjonalizm
W XIX wieku kolonizacja terenów wschodnich przybrała formę priorytetową oraz była elementem propagandy nacjonalistycznej. Wtedy też pojawiły się takie pojęcia jak pangermanizm i Drang nach Osten, które uzasadniać miały później dziejową konieczność zdobycia tzw. przestrzeni życiowej dla Niemców.
Po II wojnie światowej ludność niemiecka i/lub niemieckojęzyczna zamieszkująca na wschód od granicy na Odrze i Nysie ewakuowała się lub była stopniowo przesiedlana do Niemiec. 

## Mapy

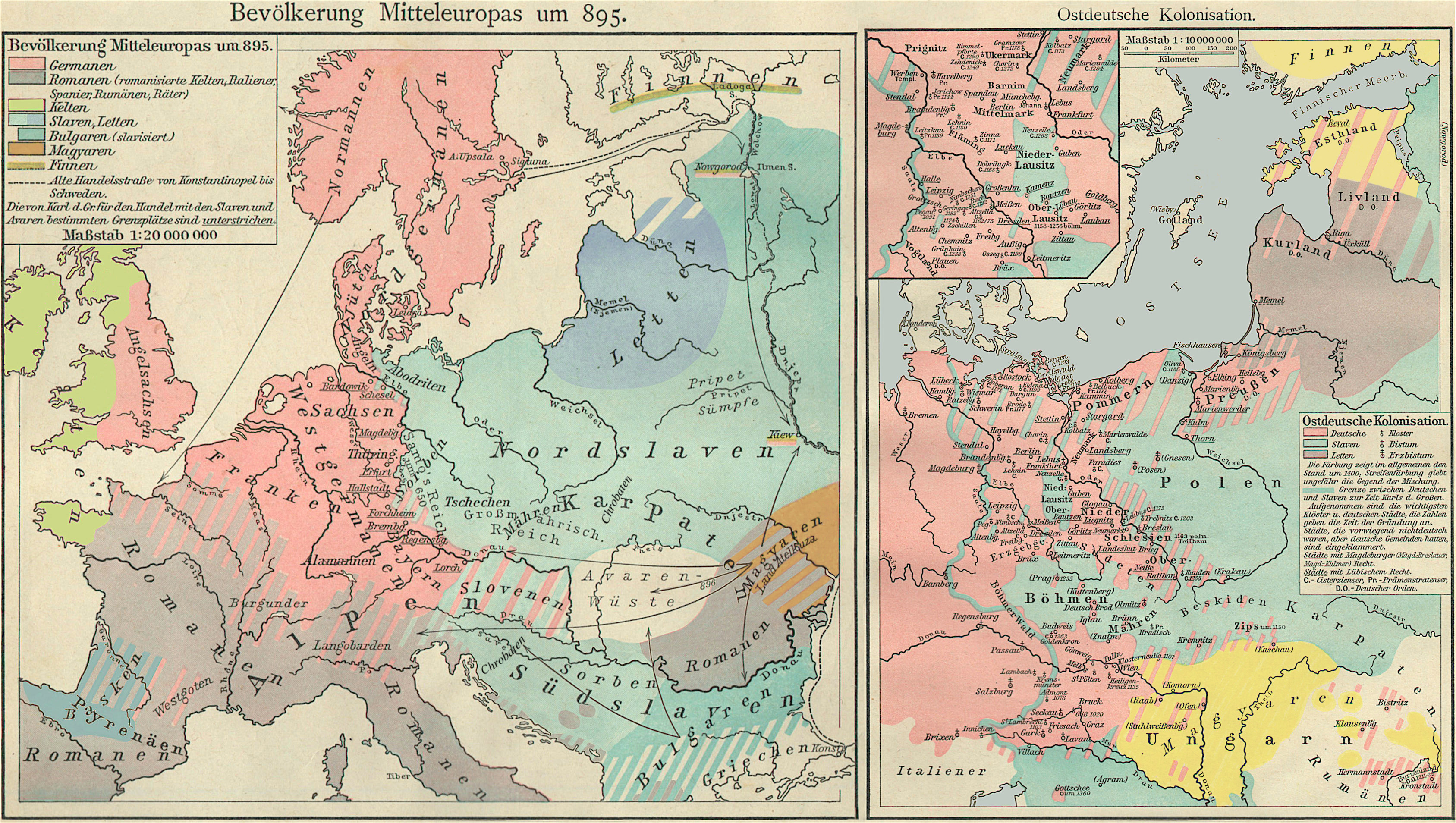
Niemieckie mapy XIX wieczne porównujące używany język między 895 rokiem i 1400 rokiem w Europie, ukazując ekspansje niemczyzny na wschód między tymi latami (Velhagen & Klasing publ., Bielefeld and Leipzig 1893)
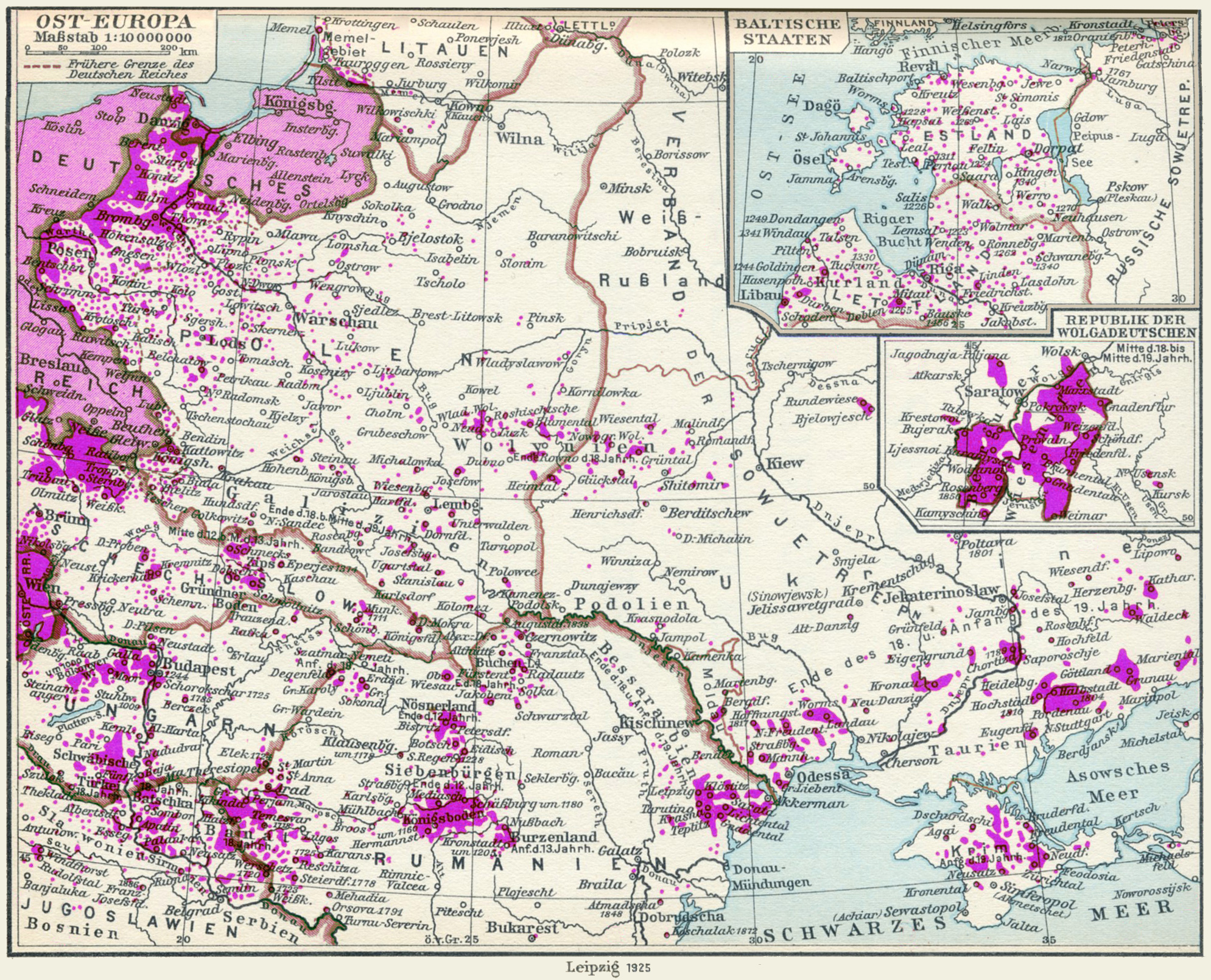
Niemiecka mapa pokazująca ludność niemieckojęzyczną w Europie środkowo-wschodniej poza granicami państwa niemieckiego w 1925 r.
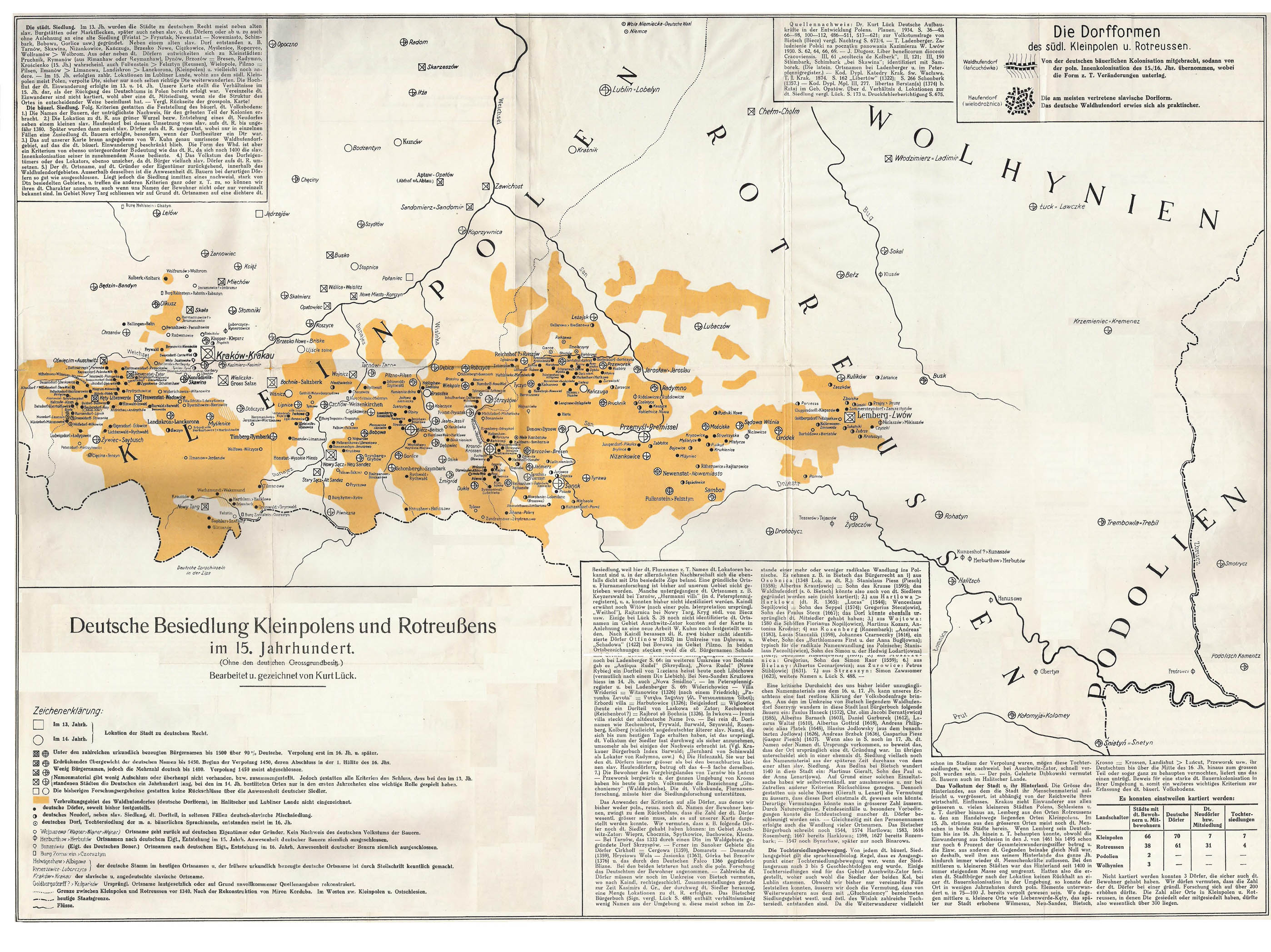
Niemieckie osadnictwo w Małopolsce oraz Rusi Czerwonej (zob. Głuchoniemcy) w XV wieku, fragment niemieckiego atlasu historycznego z roku 1934, wyd. Poznań
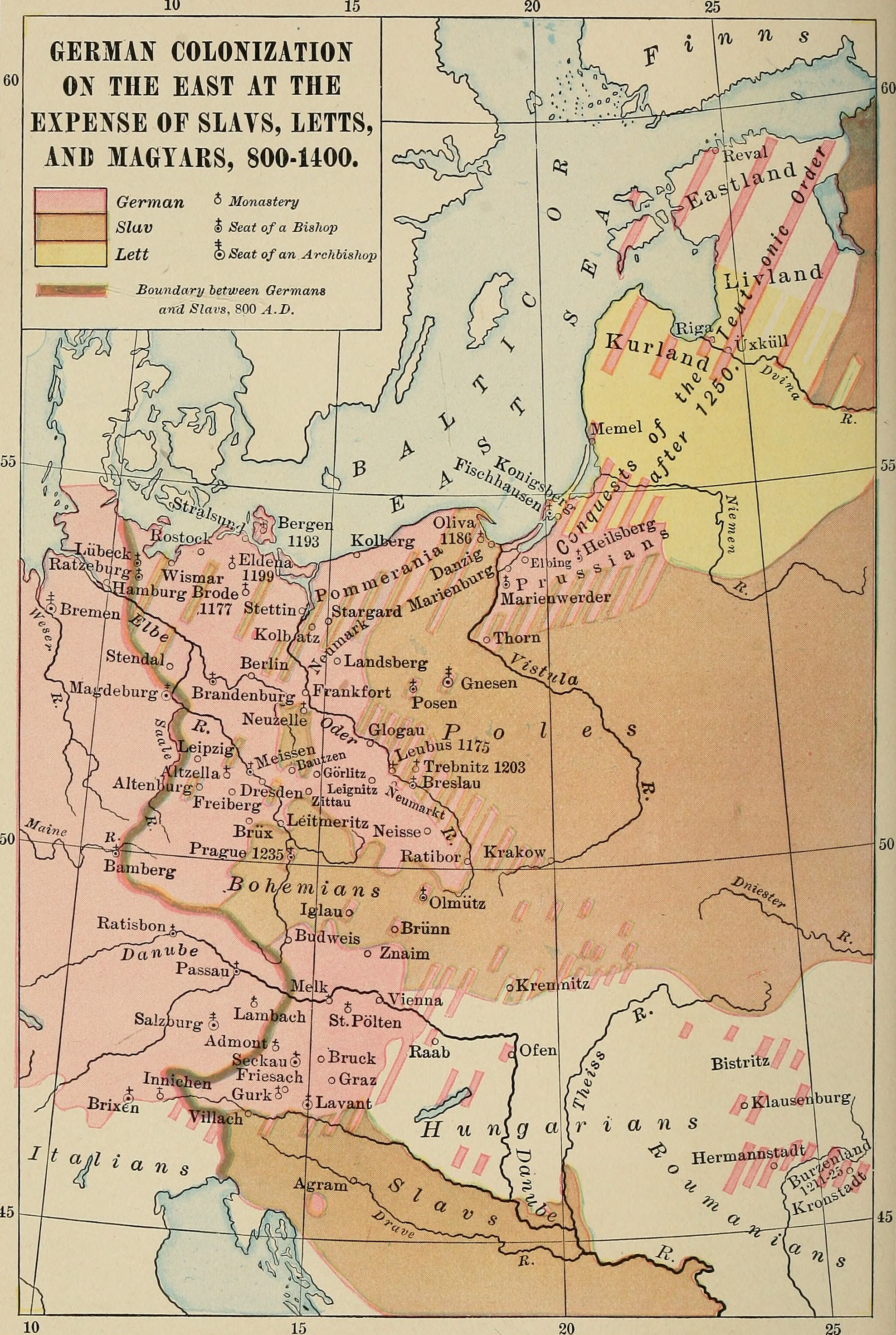
Niemiecka kolonizacja na wschodzie kosztem Słowian, Bałtów i Madziarów, 800-1400. Mapa z 1904